# Kolposkopija
Kolposkopíja je diagnostična metoda pregleda ženskih spolovil, zlasti materničnega vratu, nožnice in zunanjega ženskega spolovila, ki ga opravijo s kolposkopom, posebno povečevalno optično napravo. Mnoge predrakave in rakave spremembe na ženskih spolovilih so vidne s kolposkopom. Povečava, ki jo nudi kolposkop, pregledovalcu omogoča razločevanje zdravega od bolnega tkiva ter odvzem bioptičnega materiala iz določenih območij za nadaljnje preiskave. Poglavitna vloga kolposkopije je preprečevanje raka materničnega vratu z zgodnjim odkrivanjem predrakavih sprememb. Metodo je leta 1925 izumil nemški zdravnik Hans Hinselmann.

## Indikacije
V največ primerih kolposkopij sledi pozitivnemu izidu testa PAP ter omogoči nadaljnjo preiskavo in določitev anomalije. Druge indikacije za uporabo kolposkopije so:
- ugotovitev obsega izpostavljenosti dietilstilbestrolu in utero,
- imunosupresivna stanja, na primer pri okužbi s HIV,
- anomalije materničnega vratu, ki jih opazi ginekolog.